# Grand tour féminin
Un grand tour féminin est une des courses internationale par étapes majeures en cyclisme sur route.

## Meilleures coureuses dans les principales course à étapes
Le Tour de France féminin, le Tour de la CEE, le Tour d'Italie féminin, le Tour d'Espagne féminin, La Grande Boucle féminine internationale, la Route de France féminine et le Tour de l'Aude cycliste féminin sont ou étaient considérés comme les grands tours féminins. Quatre de ces épreuves ont disparu du calendrier : La Grande Boucle féminine internationale n'est plus organisée depuis 2010, le Tour de l'Aude depuis 2011 et la Route de France féminine depuis 2016. Entre 1984 et 1989 a lieu le Tour de France féminin, ensuite remplacé par le Tour de la CEE féminin de 1990 à 1993, année de son interruption. Le Tour de France féminin est cependant remis sur pied par ASO en 2022 sous le nom de Tour de France Femmes. En 1990, la Française Catherine Marsal remporte les trois grands tours au programme.

### Palmarès des principales course à étapes
| Année | Tour de France         | Tour d'Italie        | Tour d'Espagne       | Tour de la CEE         | Grande Boucle intern. | Route de France féminine | Tour de l'Aude |
| ----- | ---------------------- | -------------------- | -------------------- | ---------------------- | --------------------- | ------------------------ | -------------- |
| 1984  | Marianne Martin        |                      |                      |                        |                       |                          |                |
| 1985  | Maria Canins           | Janelle Parks        |                      |                        |                       |                          |                |
| 1986  | Maria Canins           | Phyllis Hines        |                      |                        |                       |                          |                |
| 1987  | Jeannie Longo          | Maria Canins         |                      |                        |                       |                          |                |
| 1988  | Jeannie Longo          | Maria Canins         | Jeannie Longo        |                        |                       |                          |                |
| 1989  | Jeannie Longo          | Roberta Bonanomi     | Cécile Odin          |                        |                       |                          |                |
| 1990  |                        | Catherine Marsal     | Catherine Marsal     | Catherine Marsal       |                       |                          |                |
| 1991  | –                      | Astrid Schop         | Leontien van Moorsel |                        |                       |                          |                |
| 1992  | –                      | Leontien van Moorsel | Leontien van Moorsel | Julie Young            |                       |                          |                |
| 1993  | Lenka Ilavská          | Heidi Van de Vijver  | Leontien van Moorsel | Jeannie Longo-Ciprelli |                       |                          |                |
| 1994  | Michela Fanini         |                      | Valentina Polkhanova | Catherine Marsal       |                       |                          |                |
| 1995  | Fabiana Luperini       | Fabiana Luperini     | Valentina Polkhanova |                        |                       |                          |                |
| 1996  | Fabiana Luperini       | Fabiana Luperini     | Aleksandra Koliaseva |                        |                       |                          |                |
| 1997  | Fabiana Luperini       | Fabiana Luperini     | Linda Jackson        |                        |                       |                          |                |
| 1998  | Fabiana Luperini       | Edita Pučinskaitė    | Fabiana Luperini     |                        |                       |                          |                |
| 1999  | Joane Somarriba        | Diana Žiliūtė        | Lyne Bessette        |                        |                       |                          |                |
| 2000  | Joane Somarriba        | Joane Somarriba      | Hanka Kupfernagel    |                        |                       |                          |                |
| 2001  | Nicole Brändli         | Joane Somarriba      | Lyne Bessette        |                        |                       |                          |                |
| 2002  | Svetlana Boubnenkova   | Zinaida Stahurskaia  | Judith Arndt         |                        |                       |                          |                |
| 2003  | Nicole Brändli         | Joane Somarriba      | Judith Arndt         |                        |                       |                          |                |
| 2004  | Nicole Cooke           | –                    | Trixi Worrack        |                        |                       |                          |                |
| 2005  | Nicole Brändli         | Priska Doppmann      | Amber Neben          |                        |                       |                          |                |
| 2006  | Edita Pučinskaitė      | Nicole Cooke         | Linda Villumsen      | Amber Neben            |                       |                          |                |
| 2007  | Edita Pučinskaitė      | Nicole Cooke         | Amber Neben          | Susanne Ljungskog      |                       |                          |                |
| 2008  | Fabiana Luperini       | Christiane Soeder    | Luise Keller         | Susanne Ljungskog      |                       |                          |                |
| 2009  | Claudia Häusler        | Emma Pooley          | Kimberly Anderson    | Claudia Häusler        |                       |                          |                |
| 2010  | Mara Abbott            |                      | Annemiek van Vleuten | Emma Pooley            |                       |                          |                |
| 2011  | Marianne Vos           | –                    |                      |                        |                       |                          |                |
| 2012  | Marianne Vos           | Evelyn Stevens       |                      |                        |                       |                          |                |
| 2013  | Mara Abbott            | Linda Villumsen      |                      |                        |                       |                          |                |
| 2014  | Marianne Vos           | Claudia Lichtenberg  |                      |                        |                       |                          |                |
| 2015  | Anna van der Breggen   | Elisa Longo Borghini |                      |                        |                       |                          |                |
| 2016  | Megan Guarnier         | Amber Neben          |                      |                        |                       |                          |                |
| 2017  | Anna van der Breggen   |                      |                      |                        |                       |                          |                |
| 2018  | Annemiek van Vleuten   |                      |                      |                        |                       |                          |                |
| 2019  | Annemiek van Vleuten   |                      |                      |                        |                       |                          |                |
| 2020  | Anna van der Breggen   |                      |                      |                        |                       |                          |                |
| 2021  | Anna van der Breggen   |                      |                      |                        |                       |                          |                |
| 2022  | Annemiek van Vleuten   | Annemiek van Vleuten |                      |                        |                       |                          |                |
| 2023  | Demi Vollering         | Annemiek van Vleuten | Annemiek van Vleuten |                        |                       |                          |                |
| 2024  | Katarzyna Niewiadoma   | Elisa Longo Borghini | Demi Vollering       |                        |                       |                          |                |
| 2025  | Pauline Ferrand-Prévot | Elisa Longo Borghini | Demi Vollering       |                        |                       |                          |                |

### Nombre de victoires dans les principales course à étapes
| Coureuse             | Total de victoires | Tour de France   | Tour d'Italie                | Tour d'Espagne | Tour de la CEE | Grande Boucle intern. | Route de France | Tour de l'Aude |
| -------------------- | ------------------ | ---------------- | ---------------------------- | -------------- | -------------- | --------------------- | --------------- | -------------- |
| Fabiana Luperini     | 9                  | –                | 1995, 1996, 1997, 1998, 2008 |                | –              | 1995, 1996, 1997      | –               | 1998           |
| Annemiek van Vleuten | 7                  | 2022             | 2018, 2019, 2022, 2023       | 2023           | –              | –                     | 2010            | –              |
| Jeannie Longo        | 5                  | 1987, 1988, 1989 | –                            |                | –              | –                     | –               | 1988, 1993     |
| Joane Somarriba      | 5                  | –                | 1999, 2000                   |                | –              | 2000, 2001, 2003      | –               | –              |
| Anna van der Breggen | 4                  | –                | 2015, 2017, 2020, 2021       |                | –              | –                     | –               | –              |
| Maria Canins         | 4                  | 1985, 1986       | 1988                         |                | –              | –                     | –               | 1987           |
| Catherine Marsal     | 4                  | –                | 1990                         |                | 1990           | –                     | –               | 1990, 1994     |
| Leontien van Moorsel | 4                  | –                | –                            |                | 1992           | 1992, 1993            | –               | 1991           |
| Amber Neben          | 4                  | –                | –                            |                | –              | –                     | 2007, 2016      | 2005, 2006     |
| Nicole Brändli       | 3                  | –                | 2001, 2003, 2005             |                | –              | –                     | –               | –              |
| Nicole Cooke         | 3                  | –                | 2004                         |                | –              | 2006, 2007            | –               | –              |
| Claudia Häusler      | 3                  | –                | 2009                         |                | –              | –                     | 2014            | 2009           |
| Edita Pučinskaitė    | 3                  | –                | 2006, 2007                   |                | –              | 1998                  | –               | –              |
| Demi Vollering       | 3                  | 2023             | –                            | 2024, 2025     | –              | –                     | –               | –              |
| Marianne Vos         | 3                  | –                | 2011, 2012, 2014             |                | –              | –                     | –               | –              |
| Mara Abbott          | 2                  | –                | 2010, 2013                   |                | –              | –                     | –               | –              |
| Judith Arndt         | 2                  | –                | –                            |                | –              | –                     | –               | 2002, 2003     |
| Lyne Bessette        | 2                  | –                | –                            |                | –              | –                     | –               | 1999, 2001     |
| Susanne Ljungskog    | 2                  | –                | –                            |                | –              | –                     | –               | 2007, 2008     |
| Valentina Polkhanova | 2                  | –                | –                            |                | –              | 1994                  | –               | 1995           |
| Emma Pooley          | 2                  | –                | –                            |                | –              | 2009                  | –               | 2010           |
| Linda Villumsen      | 2                  | –                | –                            |                | –              | –                     | 2006, 2013      | –              |
| Elisa Longo Borghini | 2                  | –                | 2024, 2025                   |                | –              | –                     | –               | –              |

## Sources
- L'histoire du Tour de France féminin sur mémoire du cyclisme.eu